# Южная профессиональная хоккейная лига
Южная профессиональная хоккейная лига (англ. Southern Professional Hockey League (SPHL) — североамериканская профессиональная хоккейная лига низшего уровня. Базируется в Хантерсвилле (Северная Каролина). В лиге выступают 11 команд в основном с Юго-Востока США, а также из Иллинойса и Индианы с Среднего Запада.

## История
В сезоне 2002/03 была образована Хоккейная лига Атлантического побережья (ACHL), после одного сезона ACHL разделилась на две новые лиги: Юго-восточная хоккейная лига (SEHL) и Мировая хоккейная ассоциация 2 (WHA2). Эти две лиги просуществовали также лишь один сезон (2003/04), после чего были расформированы, а команды, выступавшие в них плюс ещё две новые команды, сформировали Южную профессиональную хоккейную лигу (SPHL).
В 2009 году SPHL значительно расширилась за счет трёх новых франшиз из Билокси («Миссисипи Садж»), Лафайетта («Луизиана АйсГейторз») и Пенсаколы («Пенсакола Айс Флайерз»). В 2010 году лига добавила команду-расширения из Огасты («Огаста РиверХокс»). В сезоне 2011/12 к лиге присоединился двукратный чемпион Центральной хоккейной лиги (CHL) «Миссисипи РиверКингз». В сезоне 2013/14 лига потеряла «Огасту РиверХокс», но также расширилась на север за счёт двух франшиз из Иллинойса: «Блумингтон Тандер» (перешедший из CHL, где они назывались «Блумингтон Блэйз») и «Пеория Ривермен» (заменившая одноимённую команду, выступавшую в Американской хоккейной лиги (AHL) в 2005—2013 годах). В 2015 году франшиза Огасты вернулась в лигу и переехала в Мейкон под названием «Мейкон Мэйхем».
В ноябре 2014 года Шэннон Сабадош стала первой женщиной-вратарём, выигравшей игру в SPHL, когда «Коламбус Коттонмаус» победили «Фейетвилл ФайрАнц» со счётом 5:4 в овертайме. В той же игре Эрин Блэр и Кэти Гуай стали первыми женщинами-судьями матча SPHL.
В конце сезона 2015/16 «Луизиана АйсГейторз» объявили о перерыве на один год для ремонта своей арены, но так и не вернулись. Франшиза «АйсГейторз» была продана и повторно активирована как «Квод-Сити Сторм» в 2018 году. В 2016 году бездействующая франшиза «Миссисипи Садж» была перемещена в Юго-Западную Виргинию под названием «Роанок Рэйл Ярд Догз». Одна из первых команд SPHL, «Коламбус Коттонмаус», приостановила свою деятельность в 2017 году после того, как не смогла найти покупателя, в то время как команда-расширения под названием «Бирмингем Буллз» была принята в лигу в качестве десятой команды. После сезона 2017/18 «Миссисипи РиверКингз» приостановила свою деятельность, пока лига искала новых владельцев. С принятием «Квод-Сити Сторм» лига смогла остаться в составе десяти команд в сезоне 2018/19.
Из-за пандемии COVID-19 сезон 2019/20 был приостановлен и чемпион не был назван. В следующем сезоне лига объявила, что будут играть только пять из десяти команд-участниц из-за ограничений вместимости, связанных с пандемией, из-за которых болельщики не могут посещать игры. В течение сезона лига утвердила «Вермилион-Каунти Бобкэтс», базирующийся в Данвилле, в качестве команды-расширения на сезон 2021/22.

## Ключевые различия правил
В SPHL есть некоторые различия правил в сравнении с НХЛ, АХЛ и ECHL:
- На игру можно заявлять 18 полевых игроков и 2 вратаря.
- Все игроки, кроме вратаря, обязаны использовать во время игры капу.
- Нет ограничений загиба клюшки как в НХЛ, АХЛ и ECHL.
- Послематчевые буллиты производят по пять игроков от каждой команды (как в АХЛ и ECHL). После того, как пять разных игроков предприняли попытку, команды могут повторно использовать любого игрока, включая тех, кто уже использовал попытку, также все следующие попытки может производить один игрок.

## Команды сезона 2022/2023
| Команда                  | Город                        | Арена                            | Год основания/вступления в лигу | Главный тренер |
| ------------------------ | ---------------------------- | -------------------------------- | ------------------------------- | -------------- |
| Бирмингем Буллз          | Пелем (Алабама)              | Pelham Civic Center (4 100)      | 2017                            | Крэйг Симчак   |
| Вермилион-Каунти Бобкэтс | Данвилл, Иллинойс            | David S. Palmer Arena (2 350)    | 2021                            | Дэвид Эйрс     |
| Квод-Сити Сторм          | Молин, Иллинойс              | TaxSlayer Center (9 200)         | 2009                            | Дэйв Пшеничны  |
| Мейкон Мэйхем            | Мейкон, Джорджия             | Macon Coliseum (7 182)           | 2010                            | Ник Нидерт     |
| Ноксвилл Айс Биарс       | Ноксвилл, Теннесси           | Knoxville Civic Coliseum (5 937) | 2002/2004                       | Брент Кларк    |
| Пенсакола Айс Флайерз    | Пенсакола, Флорида           | Pensacola Bay Center (8 150)     | 2009                            | Род Олдофф     |
| Пеория Ривермен          | Пеория, Иллинойс             | Peoria Civic Center (9 919)      | 2013                            | Жан-Ги Трудель |
| Роанок Рэйл Ярд Догз     | Роанок, Виргиния             | Berglund Center (8 672)          | 2009                            | Дэн Бремнер    |
| Фейетвилл Марксмен       | Фейетвилл, Северная Каролина | Crown Coliseum (8 920)           | 2002/2004                       | Кори Мелкерт   |
| Хантсвилл Хавок          | Хантсвилл, Алабама           | Von Braun Center (6 037)         | 2004                            | Гленн Детуллео |
| Эвансвилл Тандерболтс    | Эвансвилл, Индиана           | Ford Center (9 000)              | 2016                            | Джефф Бес      |

## Чемпионы

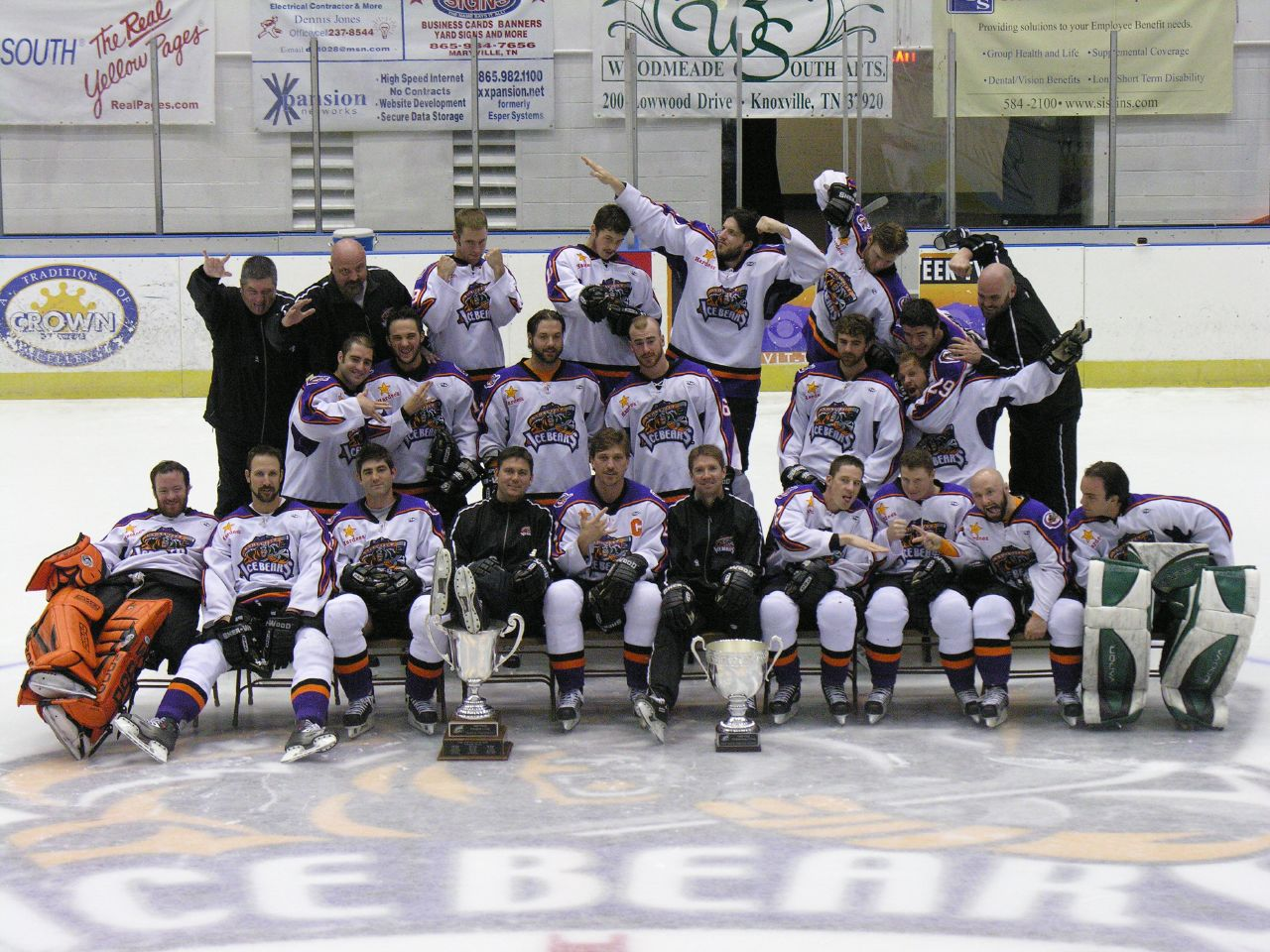
Чемпион сезона 2005/2006 «Ноксвилл Айс Биарс»

### Плей-офф
Президентский кубок:
- 2005 Коламбус Коттонмаус
- 2006 Ноксвилл Айс Биарс
- 2007 Фейетвилл ФайрАнц
- 2008 Ноксвилл Айс Биарс
- 2009 Ноксвилл Айс Биарс
- 2010 Хантсвилл Хавок
- 2011 Миссисипи Садж
- 2012 Коламбус Коттонмаус
- 2013 Пенсакола Айс Флайерз
- 2014 Пенсакола Айс Флайерз
- 2015 Ноксвилл Айс Биарс
- 2016 Пенсакола Айс Флайерз
- 2017 Мейкон Мэйхем
- 2018 Хантсвилл Хавок
- 2019 Хантсвилл Хавок
- 2020 Не разыгрывался из-за пандемии COVID-19
- 2021 Пенсакола Айс Флайерз
- 2022 Пеория Ривермен

### Регулярный сезон
Уильям Би Коффи Трофи:
Первоначально приз победителю регулярного сезона назывался Комиссионерз Каб, в сезоне 2007/2008 был переименован в честь сооснователя лиги Уильяма Би Коффи.
- 2004/2005 Ноксвилл Айс Биарс
- 2005/2006 Ноксвилл Айс Биарс
- 2006/2007 Коламбус Коттонмаус
- 2007/2008 Ноксвилл Айс Биарс
- 2008/2009 Ноксвилл Айс Биарс
- 2009/2010 Миссисипи Сёрдж
- 2010/2011 Миссисипи Сёрдж
- 2011/2012 Огаста Риверхокс
- 2012/2013 Фейетвилл ФайрЭнтц
- 2013/2014 Пенсакола Айс Флайерз
- 2014/2015 Пеория Ривермен
- 2015/2016 Пеория Ривермен
- 2016/2017 Мейкон Мэйхем
- 2017/2018 Пеория Ривермен
- 2018/2019 Пеория Ривермен
- 2019/2020 Чемпионат не был закончен из-за пандемии COVID-19
- 2020/2021 Мейкон Мэйхем
- 2021/2022 Ноксвилл Айс Биарс